# Куракин, Сергей Валерьевич
Серге́й Вале́рьевич Кура́кин (род. 7 мая 1964 года, г. Пермь) — солист балета Нижегородского государственного академического театра оперы и балета имени А.С. Пушкина. Заслуженный артист Российской Федерации (1998).

## Биография
В 1982 году закончил Пермское хореографическое училище (класс преподавателя  заслуженного учителя школы России В. Н. Толстухина).
С 1982 года является солистом балета Нижегородского государственного академического театра оперы и балета им. А. С. Пушкина.
В составе труппы театра гастролировал  в Германии, Мексике, Китае, Ливане, Турции, США, Южной Корее, Испании.
В 1997 году получил звание Заслуженного артиста России.
Участник Международного конкурса 2001 года в Москве.
Педагог, Лауреат премии «Творческая удача» (2001).

## Репертуар
- Меркуцио «Ромео и Джульетта» (С. Прокофьев)
- Базиль «Дон Кихот» (Л. Минкус)
- Принц «Щелкунчик» (П. И. Чайковский)
- Хозе «Кармен» (Ж. Бизе)
- Птица Рух «Тысяча и одна ночь» (Ф. Амиров)
- Юноша «Шопениана»
- Лис «Маленький принц» (Е. Глебов)
- Раб «Спартак» (А. Хачатурян)
- Данила «Каменный цветок» (С. Прокофьев)
- Нурали «Бахчисарайский фонтан» (Б. Асафьев)
- Владимир «Метель» (Г. Свиридов)
- Швабрин «Капитанская дочка» (Т. Хренников)
- Квазимодо «Эсмеральда» (Ц. Пуни)
- Резанов «Юнона» и «Авось» (А. Рыбников)
- Фауст «Мефистофель» (Ш. Гуно – В. Кондрусевич)
- Евгений «Медный всадник» (Р. Глиэр)
- Колен «Тщетная предосторожность» (Л. Герольд)